# Понья Ят
Понья Ят (кхмер. ពញាយ៉ាត, ˌpɔɲiəˈjaːt, 1393, Яшодхарапура, Сиемреап — 1463 или 1432, Пномпень), в китайских источниках упоминается как Цань-ли Чао-пинь-я (кит. трад. 参烈昭平牙, пиньинь T'san-lie Tchao-p'ing-ya) — последний король Кхмерской империи и первый король Камбоджи, который правил в 1417/1421—1462/1467 годах. Правил под именем Парамараджа II или Баром Реатеа II.
Полное тронное имя — Брхат Пада Самдач Сдач Брхат Раджанкария Падма Кхаттия Вародхама Парама Махараджадхираджа Рамадхипати Брхат Шри Суриябарная Падма Кшатра Садхитья Ишвара Камбул Катумукха Мангала Маха Негара Бхнам Тун Бен (санскр. Brhat Pada Samdach Sdach Brhat Rajankariya Padma Khattiya Varodhama Parama Maharajadhiraja Ramadhipati Brhat Sri Suriyabarnaya Padma Kshatra Sadhitya Isvara Kambul Katumukha Mangala Maha Negara Bhnam Tun Ben).

## Биография

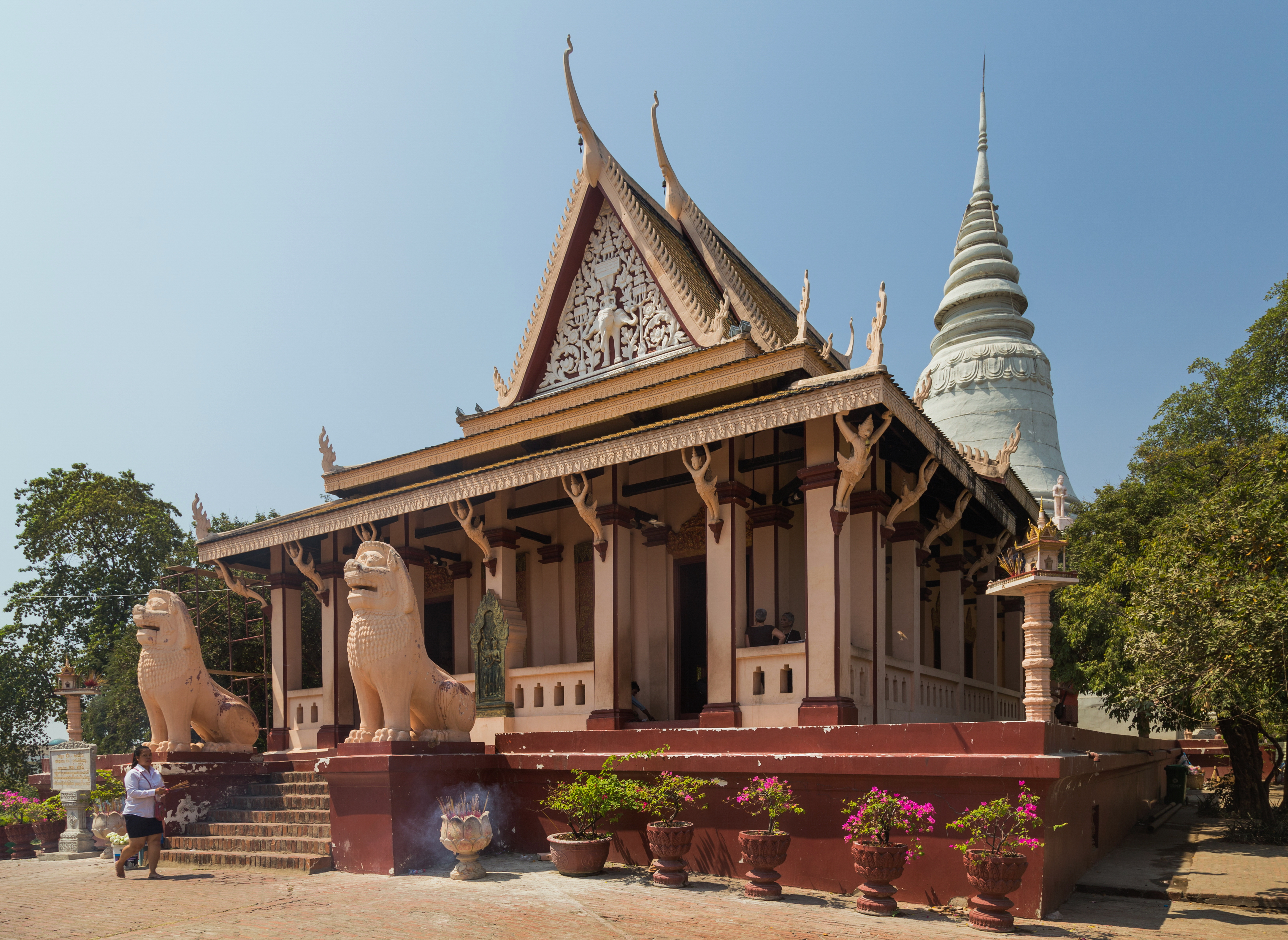
Пагода у ступы Понхея Ята в Ват Пном

Родился в 1393 году в Яшодхарапуре, сын короля Шри Сурьявармана II. Согласно «Королевским хроникам» Понхея Ят является 34-м королём исторической Камбоджи, который занял трон в возрасте 21 года в «1961 году буддийской эпохи, 1339 году — сакской эры», что соответствует 1417 году от Рождества Христова.
Прославился в истории Камбоджи тем, что перенёс столицу из Ангкор-Тома в Пномпень. Лишился трона в 1431 году, когда тайские войска уничтожили кхмерскую столицу Ангкор-Тхом. Несмотря на то, что вскоре Понхея Яту при поддержке населения удалось полностью очистить Ангкор (а затем и страну) от остатков тайских войск, в 1434 г. столица была перенесена им в Пномпень.
В результате войн привёл своё государство к независимости от Сиама.
Согласно легенде, богатая вдова Пень («бабушка Пень», по-кхмерски «Даун Пень») нашла большое дерево коки в реке. Внутри дерева были четыре бронзовые статуи Будды. Пень построила небольшой храм на искусственном холме, чтобы защитить священные статуи. В конце концов это стало священным местом, куда люди стали приходить молиться.
В 1437 году король Понхея Ят начал строительство своего нового королевского дворца неподалеку от постройки Пень. Так как небольшое здание не вливалось в общую картину его апартаментов, король приказал искусственно поднять холм, а саму постройку реконструировать и придать ей должный вид.
Король Понхея Ят приказал увеличить высоту холма до 27 метров над землей. Ныне здесь существует буддийский монастырь Ват Пном («Храм-гора»). Самой известной постройкой времён правления Понхеа Ята является ступа в Ват Пном .
Отрекся от престола в пользу своего сына и умер в 1471 году. Похоронен в основании ступы вместе с членами своей семьи.